# گدیک قشلاق
گدیک قشلاق (به لاتین: Gədikqışlaq) یک منطقه مسکونی در جمهوری آذربایجان است که در شهرستان قوبا واقع شده است. گدیک قشلاق ۶۲۷ نفر جمعیت دارد.